# Рудне (Ірбітський міський округ)
Ру́дне (рос. Рудное) — село у складі Ірбітського міського округу Свердловської області.
Населення — 386 осіб (2010, 393 у 2002).
Національний склад населення станом на 2002 рік: росіяни — 98 %.